# Chronologie du haut Moyen Âge
Cet article présente une chronologie sélective du haut Moyen Âge. 
Cette chronologie fait suite à la chronologie de l'Empire romain d'Occident. 
La période charnière des grandes invasions y est présentée dans la frise chronologique.

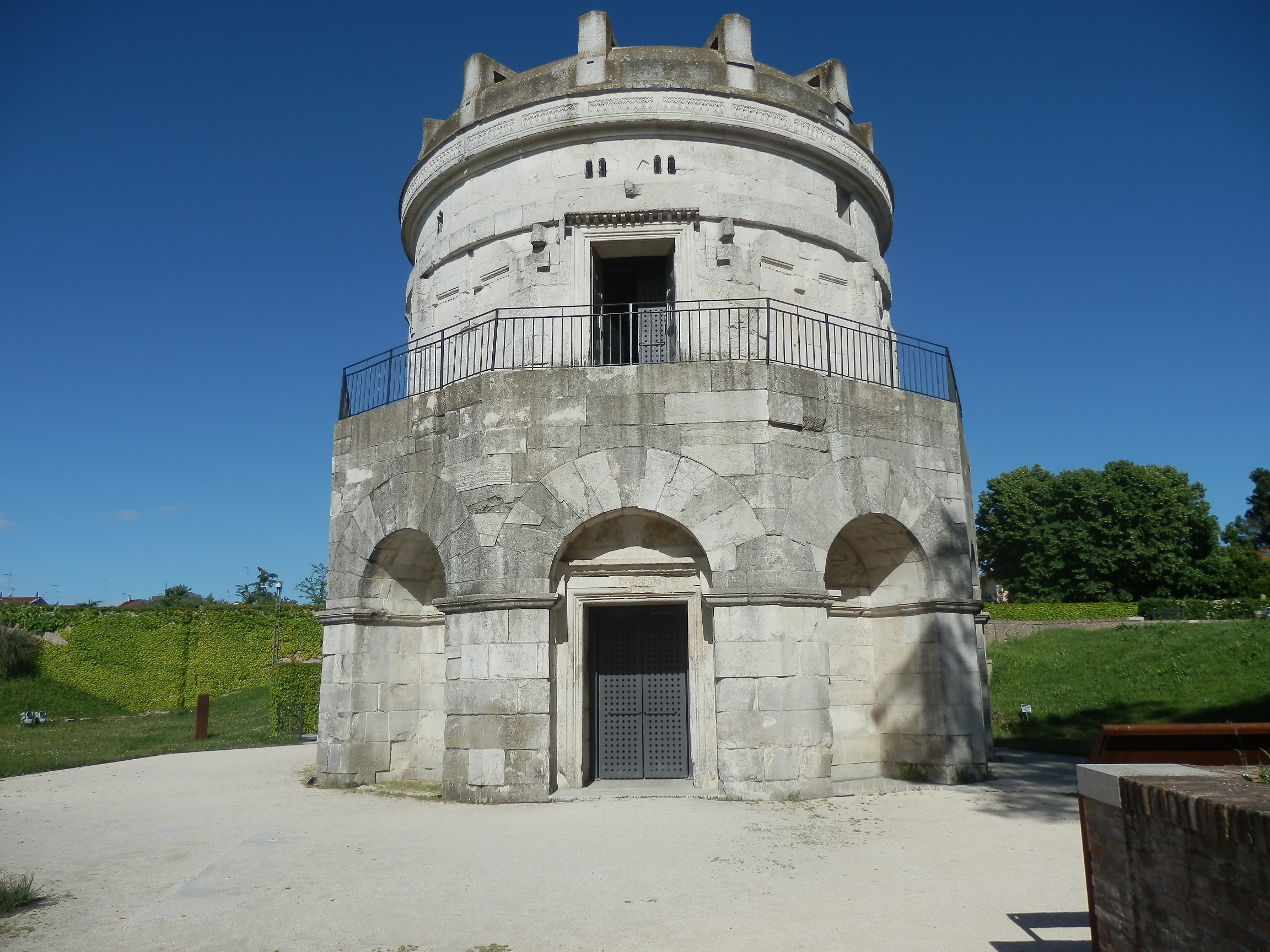
Mausolée de Théodoric le Grand. Édifié à Ravenne, il constitue le seul exemple parvenu jusqu'à nous de l'architecture des Ostrogoths.

## Délimitation
Quoique les évènements jusqu'à 476 peuvent être rattachés à l'empire romain d'Occident, les historiens modernes font très souvent débuter le haut Moyen Âge au Ve siècle sans mentionner de date particulière. Quant à la fin du haut Moyen Âge, elle est aussi l'objet de débats interprétatifs entre les dates de 987 (couronnement d'Hugues Capet) et de 888 (dernier Carolingien).

## Chronologie

### De 376 à 476
Le Ve siècle, redéfini de 376 à 476, constitue un siècle de transition.
- 376 : franchissant le Danube, des Goths par milliers se présentent sur les provinces romaines de Dacie et de Pannonie, refluant face à l'Empire hunnique. Les autorités sont stupéfaites.
- 392 : Théodose Ier impose une législation abolissant les cultes païens et interdisant tout comportement païen dans l'Empire. Le christianisme nicéen devient religion d'État.
- 395 : Mort de Théodose, laissant un empire fragilisé, partagé entre ses deux fils, les faibles Arcadius à l'Est (empire d'Orient), et Honorius à l'Ouest (empire d'Occident).
- années 400 : Il semble que Honorat d'Arles (Saint Honorat) inaugure la liste des règles monastiques.
- 400 : Les Francs s'établissent dans le pays de Waes au nord de la Hollande.
- 406 : Invasion de la Gaule depuis le Rhin gelé, par les Vandales, les Suèves, les Alains et les Burgondes.
- 407 : Transfert de la préfecture du prétoire des Gaules de Trèves à Arles[2]
- 410 : L’Italie est attaquée de toutes parts ; Stilicon, pour tenter de la sauver, doit dégarnir les provinces :
  - ceci entraîne notamment l’évacuation de la Bretagne.
  - Sac de Rome par les Wisigoths d'Alaric Ier venus des Balkans - Fin effective du pouvoir impérial sur les provinces. Graduellement, les maîtres de la milice nommés gouvernent en leur nom propre.
- 411 : Retrait des légions romaines de Bretagne, prélude à l'émigration des Bretons en Armorique.
- 412 : Invasion de la Provence et de l'Aquitaine par les Wisigoths arrivant d'Italie.
- 414 : Devant la menace des romains de Constance, les Wisigoths conduits par Athaulf qui vient d'épouser Galla Placidia, la demi-sœur de l'empereur Honorius, quittent la Narbonaise, et passent en Espagne où, vers la fin de l'année 414, ils s'emparent de la ville de Barcelone.
- 417 : Par un édit du 17 avril[3], Honorius choisit Arles comme lieu d'assemblée annuelle des sept-provinces, laquelle assemblée doit se tenir chaque année entre le 13 août et le 13 septembre, en présence du préfet du prétoire, des gouverneurs des provinces, des nobles revêtus de dignités officielles et des députés des curies.
- 418 : Traité instaurant le statut de fédéré (fœdus) des Wisigoths dans l'Empire romain, qui les installe en Aquitaine : fondation par les Wisigoths du royaume de Toulouse (418-507).
- 430
  - Installation des Francs saliens à Tournai et à Cambrai.
  - vers 430, création du royaume de Cornouaille
- v. 435 : Gondicaire, roi des Burgondes décide d’agrandir son royaume au détriment de l’empire et se jette sur la Gaule belgique.
- 435-437 : Révolte des Bagaudes.
- 436 : Défaite des Burgondes à Worms face à Aetius, général des Romains, aidé des auxiliaires huns, qui arrête leur progression. Le roi Gondicaire (ou Gunther) et vingt mille de ses guerriers sont tués par les Huns. Cet épisode inspira la chanson des Nibelungen. Ensuite ils passent le Rhin, vers le Rhône.
- 443 : Les royaumes burgondes fédérés par Aetius : fondation du royaume des Burgondes en Sapaudia (Savoie actuelle).
- 451 : Bataille des champs Catalauniques, près de Troyes : Le général romain Aetius, allié aux Francs et aux Wisigoths défait les Huns et les repousse au-delà du Rhin.
- 452 : Les Vénètes d'Italie fuient la Vénétie devant Attila pour les îles de la lagune ; longtemps après se formera la république de Venise, vassale des Byzantins.
- 454 : La bataille de la Nedao, dans la région du Danube, oppose des Gépides et des Ostrogoths à des Huns dirigés par les fils d'Attila, divisés dans un conflit successoral portant sur l'empire hunnique, et voit la victoire des premiers, qui mettent à mal la domination des Huns dans cette partie de l'Europe.
- 455 : 
  - Fin de l'hégémonie l'Empire des Huns sur l'Europe.
  - Sac de Rome par Genséric
  - Le pouvoir effectif des derniers empereurs romains en Occident est définitivement remis en cause ; les dix derniers, vivant à Ravenne, seront investis, au mieux, par Byzance[4].
- 457 :
  - Childéric devient roi des Francs de Tournai.
  - Saint Rémi, évêque de Reims.
- v. 457 : Mécontents des usurpateurs romains qui se succèdent à la tête de l’empire, de nombreux nobles gaulois, se révoltent et offrent leurs cités aux rois burgondes, Gondioc et Chilpéric. C’est ainsi que Dijon, Langres, Chalon-sur-Saône, Autun, Grenoble, Lyon, le Valais et la Tarentaise se livrent aux Burgondes.
- 458 : L'empereur Majorien délivre la cité d'Arles (Provence) assiégée depuis 457 par les Wisigoths de Théodoric II et s'y installe.
- 463 : Mort de Gondioc, roi des Burgondes. Bien qu'il laisse quatre fils, c’est son frère cadet Chilpéric qui lui succède et règne sur les Burgondes jusqu'en 476.
- 465 : En Gaule, Syagrius parvient à repousser les Wisigoths à Orléans grâce à l'aide du Franc Childéric.
- 466 : Euric assassine son frère Théodoric II. Ce crime provoque la rupture du fœdus conclu entre Romains et Wisigoths cinquante ans plus tôt.
- 468 : Simplicius devient pape.
- 471 : L'empereur Anthémius essaye d'intervenir en Gaule pour contenir les Wisigoths. Il envoie une puissante armée conduite par son fils Anthemiolus, accompagné par trois généraux, Thorisarius, Everdingus et Hermianus. Ils rencontrent les troupes d'Euric près d'Arles où l'armée romaine est écrasée et tous les quatre tués[5].
- 471 : Sidoine Apollinaire est élu évêque de Clermont d'Auvergne. (Fin en 486).
- 471-475 : Les Wisigoths assiègent plusieurs fois Arvernis (l'actuelle Clermont-Ferrand), et malgré la défense du patrice Ecdicius et e l'évêque Sidoine Apollinaire, la ville est cédée aux Wisigoths par l'empereur Julius Nepos. Elle fait partie du royaume wisigoth jusqu'en 507.
- 474 : Zénon devient empereur de Constantinople, mais est confronté pendant deux ans à la présence d'un empereur rival Basiliscus († 476).

### Fin duVesiècle
- 476 : Fin officielle de l'empire romain en Occident | début pour cette chronologie.
  - À Rome, le dernier empereur romain d'Occident, Romulus Augustule, est déposé par Odoacre.
  - À Constantinople, après la mort de son rival Basiliscus, Zénon gouverne seul. (Fin du règne en 491).
  - La Provence passe sous domination wisigothique (Euric)
- 477 : Le roi des Burgondes Chilpéric est nommé par l'empereur Zénon maître de la milice des Gaules, faisant de lui le représentant de l'Empire en Gaule, mais il ne parvient à exercer la réalité de ce pouvoir qu'à l'intérieur de son royaume.
- avant 484 : Euric donne à ses peuples la Loi des Wisigoths.
- 485 : 
  - Gondebaud devient roi des Burgondes.
  - Fin du pontificat de Simplice ; Félix III lui succède.
- v. 485 : Rucirius devient évêque de Limoges et occupera ce siège épiscopal jusqu'en 507.
- 486 :
  - Le domaine de Soissons est conquis par le roi des Francs saliens Clovis Ier, avec l'aide de son parent Ragnacaire, roi des Francs de Cambrai.
  - Mort de l'évêque de Clermont Sidoine Apollinaire (Caius Sollius Apollinaris Sidonius).
- v. 490 :
  - Clovis Ier parvient à se rendre maître des villes de Nantes et d'Auxerre.
  - Le Wisigoth Alaric II envoie des secours militaires à l'Ostrogoth Théodoric Ier pour l'aider à lutter contre les Byzantins.
- 492 : Fin du pontificat de Félix III ; Gélase Ier devient pape.
- 493 : L'Ostrogoth Théodoric Ier le Grand bat Odoacre et s'installe à Ravenne, qui devient la capitale d'un puissant royaume d'Italie.
- 495 : En Grande-Bretagne, victoire du chef Breton Ambrosius Aurelianus sur les Anglo-Saxons à Mons Badonicus, près de Cirencester. Emigration des Bretons en Armorique et en Irlande.
- 496 : Début du pontificat d'Anastase II (jusqu'en 498).
- 496 ou 498 (25 décembre) : Baptême de Clovis ; les Francs saliens se convertissent au christianisme nicéen.
- 498 :
  - Rencontre, près d'Amboise, entre Clovis et Alaric II, organisée par l'Ostrogoth Théodoric, pour tenter d'instaurer la paix entre le roi franc et le roi wisigoth, après la campagne des Francs dans le Royaume wisigoth (Prise de Bordeaux).
  - Symmaque devient le 51e pape de l'Église, et entame un pontificat de 16 ans en étant confronté aux problèmes posés par l'élection de l'antipape Laurent (498-505).

### VIesiècle
- Années 500, île de Bretagne : Bataille du Mont Badon (date inconnue), une victoire décisive pour les Celtes insulaires.
- 500-501 : Crise à l'intérieur du Royaume burgonde : Contemporain de Clovis Ier, Gondebaud — qui a succédé à son père Gondioc en 480 — est contesté par son frère Godégisel, qui lui conteste l'héritage et la succession de leur père. Ce dernier s'allie à Clovis ; ensemble, ils attaquent Gondebaud en 500. Gondebaud, battu près de Dijon, reconstitue son armée à Avignon[6], bat les coalisés et tue son frère. Il devient alors le roi de l'ensemble de la Burgondie — qu'il étendra jusqu'à Constance en Suisse — jusqu'à sa mort en 516.
- 502 (29 mars) : Promulgation à Lyon par Gondebaud, roi de Burgondie de la Loi gombette (Lex Gundobada), à la suite de la crise de 500-501, qui fixe les règles à appliquer à ses sujets quelle que soit leur origine, à la fois les Burgondes et les Gallo-romains et règle les rapports entre eux. C’est une synthèse juridique entre le code burgonde et les lois romaines.
- 506 (2 février) : Publication à Toulouse du Bréviaire d'Alaric (Lex romana wisigothorum), abrégé du Code de Théodose, destiné à régir les sujets romains du royaume wisigoth.
- 507 : Bataille de Vouillé : Les Francs de Clovis battent le royaume wisigoth à Vouillé; les Wisigoths se replient en Espagne ; fondation du royaume d'Aquitaine.
- 508 : Les Ostrogoths de Théodoric viennent au secours des Wisigoths dans le sud de la France (ils libèrent Arles assiégée, et d'autres villes méridionales). Ils repoussent les Burgondes et les Francs de la Méditerranée.
- 511 : Mort de Clovis Ier : premier partage du royaume franc qu'il avait constitué, entre ses quatre fils.
- 515 : Royaume burgonde : Sigismond relève l'abbaye d'Agaune selon la règle dite laus perennis : inauguration du monachisme chrétien occidental.
- 523 : Guerre entre le roi franc du territoire d'Orléans Clodomir et le roi burgonde Sigismond qui se termine par la capture et l'assassinat de Sigismond.
- 524 Sous le roi burgonde Godomar III, frère et successeur de Sigismond la guerre entre les Burgondes et les rois francs, se poursuit. Les Francs se font battre à la bataille de bataille de Vézeronce au cours de laquelle Clodomir, roi d'Orléans, trouve la mort.
- 529 : Construction d'un monastère sur le site d'un temple d'Apollon, qui deviendra l'abbaye du Mont-Cassin, second de ce type dans l'Occident chrétien en pleine formation. Les moines y suivent la règle bénédictine.
- 533 : Childebert Ier et Clotaire Ier décident de marcher ensemble une nouvelle fois sur les Burgondes et les défont après le siège d'Autun.
- 534 :
  - L'expédition de Bélisaire, ayant mis fin au royaume vandale, se bat au nom de Justinien contre les Berbères dans l'arrière-pays.
  - Fin du royaume burgonde : Les souverains mérovingiens se partagent le territoire qui fut divisé entre : 
    - Thibert, roi de Reims, reçut le nord (Langres, Besançon, Autun, Châlons, Avenches (Aventicum), Windisch (Vindonissa), Martigny (Octodurus) ;
    - Childebert, roi de Paris, obtint le centre (Lyon, Mâcon, Vienne, Grenoble et peut-être Genève et la Tarentaise) ;
    - Clotaire, roi de Soissons, vraisemblablement le sud jusqu'à la Durance.

  - Fin du royaume vandale d'Afrique
- 535 : Traité d'alliance entre Clotaire Ier et ses frères et Byzance.
- 537 : Les Francs accèdent à la Méditerranée après avoir acheté la Provence aux Ostrogoths.
- années 540 : à la demande d'Hormisdas et pour remplacer les listes consulaires utilisant le calendrier julien[7], le scythe Dionysius Exiguus estime que « l'an MCCLDDV, 1285e année après la fondation de Rome »[8] correspond à l'année 532 après la naissance du Christ[9].
  - 541 est donc estimée comme la dernière année où une liste consulaire fut tenue à Rome.
  - le décompte de l'ère romaine (ex : an IV du règne de l'empereur...) s'arrête en Occident.
- 541 : Échec de l'expédition franque contre les Wisigoths en Espagne.
- v. 543-590 : Peste de Justinien qui tue environ un tiers de la population européenne. Elle affecte toutes les activités humaines de l'époque.
- 549 : Le cinquième concile d'Orléans, réuni à l'initiative du roi de Paris Childebert Ier exige du pape qu'il condamne les thèses d'un recueil favorable à Nestorius, insistant sur la nature humaine de Jésus.
- v. 550 : Le mérovingien Thibaut, roi d'Austrasie de 548 à 555 nomme Garibald, de la famille des Agilolfinges, gouverneur de la Bavière qui venait d'être soumise. Le pays des Bavarois devenait ainsi une « marche » orientale ou plus précisément un duché du royaume mérovingien. Il le restera jusqu'à Charlemagne.
- 554 :
  - Mise en place de l'exarchat de Ravenne par Narsès, général byzantin, commandant des armées de l'empereur Justinien Ier en Italie, qui va exercer le pouvoir sur la partie de l'Italie encore contrôlée par les Byzantins pendant treize ans.
  - Échec de l'expédition franque contre les Byzantins en Italie.
- 555 : Conquête de la Thuringe et soumission des Bavarois par Clotaire Ier, roi de Neustrie, Orléans et Austrasie.
- 556 :
  - Clotaire Ier remporte une victoire sur les Saxons.
  - Childebert Ier, le roi de Paris, ravage la région de Reims.
- 558 : Mort de Childebert. Clotaire devient seul maître du royaume.
- 560 : Début de la migration des Avars, redoutables cavaliers, vers le Caucase.
- 561 : Mort de Clotaire. Le royaume est à nouveau partagé entre ses fils : Caribert, Gontran, Sigebert et Chilpéric
- 566 :
  - Sigebert, roi d'Austrasie, épouse Brunehilde la fille d'Athanagild, roi des Wisigoths.
  - Chilpéric, roi de Neustrie épouse Galswinthe, la sœur de Brunehilde, mais garde sa concubine Frédégonde.
- 567 :
  - Mort de Caribert et nouveau partage.
  - Le concile de Tours instaure la perception de la dîme au profit de l'Église.
- 568 : L'assassinat de Galswinthe commandité par Frédégonde va déclencher une longue guerre meurtrière entre l'Austrasie et la Neustrie au nom de la faide germanique, sorte de « vendetta » de l'époque.
- 570 : Naissance de Mahomet.
- 575 : Frédégonde fait assassiner Sigebert.
- 584 : Frédégonde fait assassiner son mari Chilpéric et devient seule reine de Neustrie.
- 585
  - Léovigild prend le royaume suève et capture son fils ; il impose l'arianisme dans la péninsule ibérique.
  - Année de la grande famine
  - Invasion de la Septimanie par Gontran en 585; les Wisigoths en représailles lancent des raids dans la région d'Arles et de Beaucaire en 586-587.
- 587 : Récarède, roi des Wisigoths abandonne l'arianisme et se convertit au christianisme.
- 595 : Mort de Childebert II, roi d'Austrasie. Sa mère Brunehilde assure la régence et gouverne en despote.
- 597 : Mort de Frédégonde.

### VIIesiècle
- 601 : royaume wisigoth : Isidore de Carthagêne devient évêque d'Hispalis (Séville) ; il marquera son temps et la région.
- 602 : 
  - Thierry II soumet les Gascons et incorpore leur territoire à l'Aquitaine.
  - Mort à Chalcédoine de Maurice Ier, empereur romain d'Orient de 582 à 602, gendre et successeur de Tibère II, qui mit fin à la guerre contre les Perses et aida Khosro II à reconquérir son trône (591). Il lutta également avec succès contre les Lombards, les Avars et les Slaves, mais fut renversé par une rébellion militaire et mis à mort avec sa famille.
- 604 : Les Neustriens sont battus à Étampes par la coalition de Thierry II et de Thibert II.
- 610 : Saint Colomban est expulsé de Bourgogne
- 612 : Vaincu à Toul par son frère, Thibert II est exécuté avec son fils sur ordre de Brunehilde.
- 613 : Clotaire II envahit l'Austrasie. Les Bourguignons lui livrent Brunehilde, qu'il fait exécuter après d'atroces supplices, ainsi que Sigebert II et ses frères. L'unité du royaume Franc est rétablie.
- 614 : 
  - (18 octobre) : Édit de Clotaire II sur l'administration publique, qui confirme les grands dans leur possession. Instauration de l'inamovibilité des maires du palais.
  - Décret de Clotaire II interdisant de marier les femmes contre leur gré.
- 615 : Pépin de Landen devient maire du palais d'Austrasie.
- 616 : Gundoland devient maire du palais de Neustrie.
- 620 : Héraclius fixe les Croates en Pannonie (État croate médiéval) pour contrer la suprématie de l'Empire avar.
- 622 : Fuite de Mahomet de la Mecque vers Yathrib.
- 626 : Le Franc Samo prend la tête de la révolte slave et libère la Moravie, la Bohême, la Basse-Autriche et la Serbie Blanche.
- 629-639 : Dagobert Ier est le dernier Mérovingien à exercer réellement le pouvoir.
- 629 : Dagobert Ier, expulse de son royaume les juifs qui refusent de se convertir au christianisme.
- 631 : Une expédition est organisée contre Samo, roi des Wendes, qui refuse de prêter allégeance à Dagobert Ier, mais elle se solde par un échec.
- 632 : Mort de Mahomet.
- 641 :
  - Rodolphe (Radulf), duc de Thuringe, proclame l'indépendance de son duché.
  - Erchinoald devient maire du palais de Neustrie.
- 650 : Le Concile de Rouen impose des surveillants pour faire respecter le repos dominical.
- 653-661 : Les Lombards sont le dernier peuple à abandonner l'arianisme au profit du christianisme.
- 654 : Fondation de l'abbaye de Jumièges par saint Philibert de Tournus.
- 656 : Sigebert III, roi d'Austrasie est assassiné par son frère Clovis II. Son fils, Dagobert II est exilé en Irlande. Childebert III l'Adopté, fils du maire du palais Grimoald devient roi.
- 658 : Ebroïn devient maire du palais de Neustrie après la mort de Erchinoald.
- 662 :
  - Assassinat de Grimoald et de son fils Childebert III.
  - Wulfoald devient maire du palais d'Austrasie.
- 673 : Assassinat de Childéric II. Thierry III devient roi de Neustrie et de Bourgogne.
- v. 680 : Le roi bulgare Asparuch, fils de Kouvrat, entraîne son peuple au sud du Danube et balaie les dernières garnisons byzantines.
- 681 : Création de l’État bulgare dont la capitale est alors installée à Pliska (aujourd’hui Adoba, près de Choumen).
- juin 687: bataille de Tertry et la victoire de Pépin de Herstal, chef militaire de l'Austrasie, sur la Neustrie - l'Austrasie devient le centre du pouvoir franque aux mains de Pippinides jusqu'à la fin du règne de Charlemagne
- 15 décembre 687 : À la mort de Conon, Serge Ier devient le nouveau pape.
- 688 : Eudes, duc d'Aquitaine (et descendant de Clovis Ier) domine tout le sud de la Loire.
- 696 : En Espagne, les juifs sont déclarés esclaves des chrétiens.
- 697 : Élection du premier doge (« dux ») de Venise, Paolo Lucio Anafesto
- 700 : Le duc Gottfried proclame l'indépendance du duché Alaman.

### VIIIesiècle
- 711 : Les troupes musulmanes entrent en Europe en franchissant le détroit de Gibraltar.
- 714 : 
  - Avril : Assassinat de Grimoald II, fils de Pépin II de Herstal, lors d'un pèlerinage à Jupille, par un Frison.
  - Mort de Pépin de Herstal, maire du palais d'Austrasie le 16 décembre. Thibaut, fils bâtard de Grimoald II, âgé de 6 ans, lui succède. Sa grand-mère Plectrude assume le pouvoir, et tente de maintenir l'union de la Neustrie et de l'Austrasie.
  - Troubles dans les royaumes francs : Rébellion des Thuringes et des Alamans. Saxons et Frisons marchent sur Metz. Révolte en Aquitaine. Révolte conduite par le patrice Antenor contre le pouvoir franc de Pépin de Herstal, puis de Charles Martel en Provence.
- 715-725 : Conquêtes maures en Septimanie.
- 717 : Marcello Tegalliano devient le second doge de Venise.
- 721 : Le duc Eudes d'Aquitaine bat les musulmans d’Al-Samh ibn Malik près de Toulouse. Il ne peut reprendre Narbonne.
- 732 : Bataille de Poitiers : Les Arabes repoussés près de Poitiers par les troupes d'Eudes d'Aquitaine et de Charles Martel.
- 736-739 : expéditions franques contre les Maures et les aristocraties locales en Septimanie puis en Provence; échouant en Septimanie, ils réussissent à contrôler la Provence avec l'aide des Lombards (sac d'Avignon en 737 et 739, d'Arles en 739).
- 744 : Synode de Soissons.
- 746 : Le massacre de Cannstatt met fin au royaume alaman.
- 751 : Fin des Mérovingiens : Pépin le Bref devient roi des Francs.
- 752, (Italie) : le dernier exarque byzantin de Ravenne est chassé par les Lombards. Ils s'en prennent aux terres de l'Église de Rome ; le Pape appelle les Carolingiens à la rescousse.
- 752-759 : Reconquête de la Septimanie par Pépin le Bref.
- 754 :
  - Instauration des États pontificaux et des pouvoirs temporels des Papes. En contrepartie, la papauté reconnaît l'empire carolingien et sacre Pépin roi à Saint-Denis le 28 juillet.
  - Les chroniques mozarabes galvanisent les habitants de la vallée des Asturies.
- 756 : La disparition du royaume wisigoth est consommée. Le premier émir omeyyade fonde l'Émirat de Cordoue en al-Andalus.
- 760-768 : Guerre d'Aquitaine.
- 768 : Fin de l'indépendance de l'Aquitaine mérovingienne désormais soumise aux Carolingiens.
- 769 : concile de Latran (Rome)
- 771 : Charlemagne seul roi des Francs.
- 774 : Incorporation du royaume lombard dans les États de Charlemagne ; Desiderius mourra cloîtré, son fils  Adalgis s'exile à Byzance.
- 779 : Le capitulaire de Herstal rend obligatoire dans tout le royaume franc puis dans tout l'empire, y compris sur les domaines personnels du roi, la dîme perçue par l'Église, correspondant en théorie à 1/10e de la récolte de chaque paysan de chaque paroisse.
- 787 : Annexion du duché de Bavière dans l'Empire carolingien ; Tassilon III est destitué.
- années 780 : Perception d'une renaissance carolingienne :
- 789 : Le Capitulaire Admonitio generalis de Charlemagne fixe les premières grandes lignes directrices de la réforme carolingienne, qui entend réglementer tous les compartiments de la vie du royaume, décrétant notamment la création d'écoles dans chaque évêché et le baptême des enfants avant l'âge d'un an.
- 794 : concile de Francfort (empire d'occident) sur l'iconoclastie
- 796 : Destruction par les Francs de Charlemagne du Ring (le camp faisant fonction de capitale) des Avars.
- 800 : Résurgence d'un Empire d'Occident ; l'Empire byzantin s'offusque du couronnement. 
Charlemagne adopte le calendrier de l'ère chrétienne sur ses États : résurgence d'une chronologie. 
 le comput de l'ère chrétienne est adopté en Occident.

## IXesiècleetXesiècle
Siècle de transition, peut être considéré en dehors du Haut Moyen Âge. L'époque médiévale y acquiert ses caractéristiques (légendes fondatrices distinctes du corpus de la culture latine, structure sociétale, coutumes de guerre et de pouvoir).
Les troubles et aléas ne finissent pas pour autant, mais le pouvoir finira par redevenir hégémonique.
- 805 (25 janvier) : Le doge de Venise, Obelerio Antenoreo, élu l'année précédente, jure hommage à Charlemagne à Aix-la-Chapelle, et choisit une épouse franque parmi les dames de la cour.
- 813 : 
  - Pour remédier à l'état de l'Église, cinq conciles se tiennent sur l’ordre de Charlemagne dans les villes de : Mayence, Tours, Chalon-sur-Saône Reims et Arles.
  - Le concile de Tours ordonne que les prêches soient faits en langue vulgaire et non plus en latin, afin d'être compris par tous.
- 824 : Une ambassade bulgare est reçue par l’empereur carolingien Louis le Débonnaire. Faute d’accord, les Bulgares s’emparent finalement de la région de l’ancienne Sirmium et de Belgrade.
- v.835 : Dès les premières luttes des fils de Louis le Pieux (814-840) contre leur père, la Provence subit l'assaut d'envahisseurs venus de la mer. Pour lutter contre ces pirates, l'empereur regroupe l'ensemble des comtés provençaux sous l'autorité d'un duc résidant à Arles
- 843 : Traité de Verdun : partage de l'empire de Charlemagne entre ses trois petits-fils.
- 843 : Kenneth, premier roi d'Alba (Écosse unifiée)
- 845 : indépendance totale et reconnue du royaume de Bretagne de Nominoë.
- 848 : création de l'abbaye Saint-Martial de Limoges.
- 877 : capitulaire de Quierzy-sur-Oise - il établit l'hérédité dans les domaines et les titres et fonde ainsi la féodalité, une nouvelle organisation de la société qui se développe en Europe du Xe au XVe siècle.
- 879 : Le 15 octobre Boson de Provence, profitant de l'insécurité qui règne dans la Provence rhodanienne, se fait sacrer roi de Provence dans son château de Mantaille.
- 890 : Les Sarrasins s'installent au Fraxinet dans les années 890 et razzient la Provence orientale.
- 909 : Le concile de Trosly prend des mesures contre le dérèglement des moines et propose d'attribuer un territoire aux Northmannii (Vikings).
- 909 ou 910 : création de l'ordre de Cluny sur le modèle bénédictin.
- 936 : Hugues le Grand duc des Francs : essor des futurs Capétiens.
- 955 : Bataille du Lechfeld : le roi de Germanie et futur empereur Otton Ier le Grand défait les Magyars (Hongrois) près d'Augsbourg, avec l’armée des cinq duchés. Décimés pendant leur retraite, ceux-ci n’oseront plus reprendre leurs pillages. Leur chef Bulscu, capturé, est pendu comme relaps à Ratisbonne. Cette victoire fait d’Otton le champion de la chrétienté.
- 962 : Accession au titre impérial en Germanie d'Otton Ier le Grand : refondation de l'Empire et « renaissance ottonienne ».
- 973 : Guillaume Ier est définitivement victorieux des Maures à la bataille de Tourtour en 973 (972 ou 975 selon d'autres historiens). Cette victoire permet à Guillaume devenu le suzerain de fait de la Provence d'installer le système féodal dans cette province.
- 975 : Accession au pouvoir de saint Édouard : instauration du royaume d'Angleterre (premier roi titré) ; la situation de l'Heptarchie a disparu.
- 987 : Accession au pouvoir en France de Hugues Capet : Fondation de la dynastie capétienne. Le principe de primogéniture masculine pour la succession au trône est instauré.
- Vers 1000 : essor urbain.
- 1059 : Aaron introduit la règle clunisienne en Pologne.